# منظمة خدمات الملاحة الجوية المدنية
منظمة خدمات الملاحة الجوية المدنية ( CANSO ) هي هيئة تمثيلية للشركات التي توفر مراقبة الحركة الجوية . يمثل مصالح مزودي خدمات الملاحة الجوية (ANSPs). أعضاء كانسو مسؤولون عن دعم أكثر من 85٪ من الحركة الجوية العالمية[بحاجة لمصدر] ، ومن خلال مجموعات العمل، يتبادل الأعضاء المعلومات ويطورون سياسات جديدة ، بهدف تحسين خدمات الملاحة الجوية على الأرض وفي الجو. تمثل كانسو أيضًا آراء أعضائها في المنتديات التنظيمية والصناعية، بما في ذلك في منظمة الطيران المدني الدولي (ICAO)، حيث تتمتع بصفة مراقب رسمي[بحاجة لمصدر] .
العضوية الكاملة مفتوحة لجميع مقدمي خدمات الملاحة الجوية بغض النظر عن وضعهم القانوني. ويشمل ذلك مقدمي خدمات الملاحة الجوية الذين تم دمجهم في الهياكل والإدارات الحكومية. يمكن للأعضاء غير المنفصلين عن حكوماتهم التوقيع على بند العضوية الذي يقر صراحةً بأن كانسو لا تمثل الحكومة الوطنية للدولة الأم لـ أناسب بأي شكل من الأشكال.
يتم اختيار العضوية المنتسبة لـ كانسو من شركات ومؤسسات من صناعة الطيران تشارك في تقديم خدمات الحركة الجوية. توفر العضوية لهم فرصة للتواصل بشكل رسمي وغير رسمي مع العملاء وصناع القرار عبر صناعة الطيران. يمكن للأعضاء المنتسبين المساهمة في برامج عمل كانسو ومساعدتها على تحسين تقديم خدمات الملاحة الجوية.
كانسو عضو في مجموعة عمل النقل الجوي (ATAG).